# Palm Desert
Palm Desert est une municipalité de l'État de Californie située dans le comté de Riverside, aux États-Unis.
Palm Desert se situe dans la vallée de Coachella, à 18 km à l'est de Palm Springs. La population était de 48 445 au recensement de 2010, contre 41 155 au recensement de 2000. La ville était l'une des plus fortes croissances dans les années 1980 et 1990 de l'État en commençant par 11 801 habitants en 1980, doublant à 23 650 en 1990, 35 000 en 1995.
La croissance dans la région de Palm Springs, Palm Desert est due aux retraités, les «snowbirds», une population qui vient des climats plus froids de l'Est et du Nord des États-Unis et du Canada. La population augmente de 31 000 par an chaque hiver.

## Histoire
La région fut d'abord connue sous le nom de Old Ranch MacDonald, mais le nom a changé à Palm Village dans les années 1920 lorsque les palmiers ont été plantés.
Le premier développement résidentiel a été enregistré en 1943 dans le cadre d'un camp d'entretien de l'armée dans la région. Ce site a été développé plus tard dans « El Paseo », un quartier commerçant haut de gamme. En 1948, le Desert Palm Corporation a commencé à développer dans l'immobilier, et en 1951, la zone a donné son nom actuel.
De nombreuses célébrités ont une maison à Palm Desert, comme Rita Rudner, Michelle Wie et Bill Gates. Les producteurs de films de Jerry Weintraub et Robert Velo appellent Desert Palm leur deuxième maison.

## Démographie
| Groupe            | Palm Desert | Californie | États-Unis |
| ----------------- | ----------- | ---------- | ---------- |
| Blancs            | 82,5        | 57,6       | 72,4       |
| Autres            | 9,1         | 17,0       | 6,2        |
| Asiatiques        | 3,4         | 13,1       | 4,8        |
| Métis             | 2,6         | 4,9        | 2,9        |
| Afro-Américains   | 1,8         | 6,2        | 12,6       |
| Amérindiens       | 0,5         | 1,0        | 0,9        |
| Océaniens         | 0,1         | 0,4        | 0,2        |
| Total             | 100         | 100        | 100        |
|                   |             |            |            |
| Latino-Américains | 22,8        | 37,6       | 16,7       |

Selon l'American Community Survey, pour la période 2011-2015, 73,43 % de la population âgée de plus de 5 ans déclare parler l'anglais à la maison, 18,85 % déclare parler l'espagnol, 1,23 % le tagalog, 0,81 % une langue chinoise, 0,63 % l'allemand et 5,06 % une autre langue.
| 1980   | 1990   | 2000   | 2010   | - | - |
| ------ | ------ | ------ | ------ | - | - |
| 11 801 | 23 252 | 41 155 | 48 445 | - | - |

## Géographie
L'altitude (hôtel de ville) est de 68 m. L'altitude varie de 91 à 270 m, le chemin à la ligne de crête à 300 m. Palm Desert est situé dans la vallée de Coachella, l'extension nord-ouest du désert de Sonora. Sun City Palm Desert, en Californie, se trouve sur le côté nord de l'autoroute 10 à partir de Palm Desert.

## Climat
Le climat de la vallée de Coachella est influencée par la géographie environnante. De hautes chaînes de montagnes sur trois côtés et au fond d'une vallée en pente au sud contribuent à son climat chaud et unique toute l'année, avec des hivers les plus chauds dans l'ouest des États-Unis.
Palm Desert possède un climat aride : le maximum moyen annuel est de 32 °C et le minimum moyen annuel est de 17 °C. Les hivers sont chauds avec des maximums diurnes entre 23-29 °C. Moins de 130 mm de précipitations annuelles en moyenne, avec plus de 348 jours d'ensoleillement par an. La température moyenne annuelle est de 24,3 °C, une des plus chaudes aux États-Unis. La température la plus chaude jamais enregistrée est de 52 °C, le 6 juillet 1905.